# Station Le Vert de Maisons
Station Le Vert de Maisons is een spoorwegstation aan de spoorlijn Paris-Lyon - Marseille-Saint-Charles. Het ligt in de Franse gemeente Maisons-Alfort in het departement Val-de-Marne (Île-de-France).

## Geschiedenis
Het station is op 28 mei 1955 geopend.

## Ligging
Het station ligt op kilometerpunt 7,795 van de spoorlijn Paris-Lyon - Marseille-Saint-Charles.

## Diensten
Het station wordt aangedaan door treinen van de RER D tussen Goussainville/Villiers-le-Bel - Gonesse en Corbeil-Essonnes via Ris-Orangis.

## Vorig en volgend station
| Richting                                      | Vorig station                | Lijn  | Volgend station     | Richting                              |
| --------------------------------------------- | ---------------------------- | ----- | ------------------- | ------------------------------------- |
| Goussainville D7 Villiers-le-Bel - Gonesse D5 | Maisons-Alfort - Alfortville | RER D | Créteil - Pompadour | Corbeil-Essonnes D6 (via Ris-Orangis) |